# 速報!バトル☆メン
『速報!バトル☆メン』とは、CS放送・FIGHTING TV サムライで放送されていたプロレス・格闘技情報番組。プロレスや格闘技の試合や記者会見などの模様の他、日替わりコーナーなどを送る情報番組。前番組は『Sアリーナ』。

## 概要
開始当初の放送時間は毎日24:00-25:00（リピート放送あり）で、初回放送と翌朝8:00-9:00のリピート放送はスカパー!e2のスカチャン3でもサイマル放送されていた。
2012年10月の改編より、月曜～金曜21:00-22:00（月曜は20:00－22:00）の放送となった。火曜はBSスカパー!でも生放送され、初回放送はCS・BSでノースクランブル放送。
2013年4月改編より、月曜22:05-23:00、火曜21:00-22:00、金～日曜のいずれか22:05-23:00という変則の放送になった。
2013年10月改編より、月曜22:00-23:00、水曜22:00－23:00、金曜22:00-23:00という放送になった。ただし、生中継がある日は該当時間にニアライブ再放送があるため放送曜日が変更された。
2014年4月改編より、月曜日が22:00-23:30の90分に拡大。2014年10月改編より、月曜日が22:00-23:00の60分に縮小。
2024年3月29日、第2092回で最終回を迎えた。

## 放送内容
主に放送前日までの試合映像・会見の内容を放送する「ニュース☆メン」と、今後行われるビックマッチやサムライTVで中継される試合を特集する特集コーナーを放送した。月曜日は週末に興行が多いため60分「ニュース☆メン」を放送し、水曜日と金曜日は前半を「ニュース☆メン」、後半を特集コーナーにした。水曜日と金曜日は選手や関係者をゲストに呼ぶことが多いが、「ニュース☆メン」から全編出演する場合と、特集コーナーのみ出演する場合の両方があった。

## レギュラーMC
- 月曜 - 三田佐代子
- 水曜 - 豊本明長（東京03）
- 金曜 - 元井美貴

### その他の出演者
- シンペー（ナレーター）
- 森一弥（ナレーター）
- 若林健吾（ナレーター）

### 解説
大江慎、小佐野景浩、金澤克彦、柴田惣一、ミラノコレクションA.T.他。主に月曜に日替り出演。

## 特色
- タイトルコールは声優の神谷明。
- 番組テーマ曲は鈴木修（橋本真也や小橋建太などの入場テーマ作曲者）。

## 過去のMC
- 脊山麻理子(2011年10月-2012年3月)日曜
- ミラノコレクションA.T.(2011年10月-)日曜
- 大江慎(2011年10月-2013年4月)火曜
- 長谷部優(2011年10月-2012年3月)火曜
- 高阪剛(2011年10月-2013年4月)木曜